# Colacium
Colacium is een geslacht in de taxonomische indeling van de Euglenozoa. Deze micro-organismen zijn eencellig en meestal rond de 15-40 mm groot. Het organisme behoort tot de familie Euglenaceae.

## Beschrijving
Colacium vormt bolvormige tot elliptische, vaste cellen met een lengte van 10 tot 30 µm, die meestal met een geleiachtige steel aan zoöplankton zijn bevestigd. Boomachtige vertakte kolonies zijn ook mogelijk. Een extraplastidische oogvlek en een contractiele vacuole bevinden zich nabij de bevestigingsplaats. In de cel bevinden zich meerdere, veelal lensvormige plastiden met pyrenoïde en paramylon korrels als opslagmateriaal. De cellen hebben geen celwand maar een vliesje. De cellen kunnen zwermers worden door flagellen te vormen en zich los te maken van het substraat. In het zwermstadium lijken ze op het geslacht Euglena.

## Voortplanting
Ongeslachtelijke voortplanting vindt plaats door celdeling. De dochtercellen worden zwermers en koloniseren nieuwe substraten. Er kunnen zich ook boomachtige vertakte kolonies vormen. Seksuele voortplanting is onbekend.

## Verspreiding
Colacium leeft voornamelijk op zoöplankton, meestal in stilstaande eutrofe wateren.

## Soorten
- Colacium arbuscula Stein
- Colacium arcuatum Playfair
- Colacium calvum Stein
- Colacium elongatum Playfair
- Colacium epiphyticum F.E.Fritsch
- Colacium gojdiscae (Prescott) Huber-pestalozzi
- Colacium mucronatum Bourrelly & Chadefaud
- Colacium ovale Playfair
- Colacium parasiticum (Sokolov) Huber-Pestalozzi
- Colacium sanguineum Lackey
- Colacium simplex Huber-Pestalozzi
- Colacium vesiculosum Ehrenberg, die Typusart